# 裕廊島

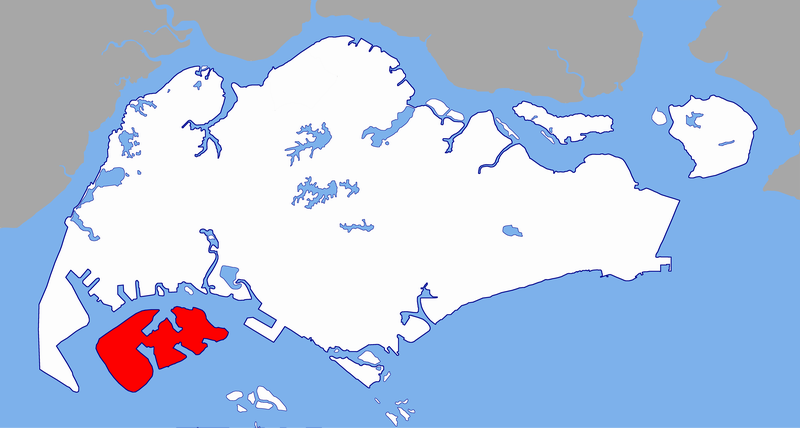
紅色區域便是裕廊島

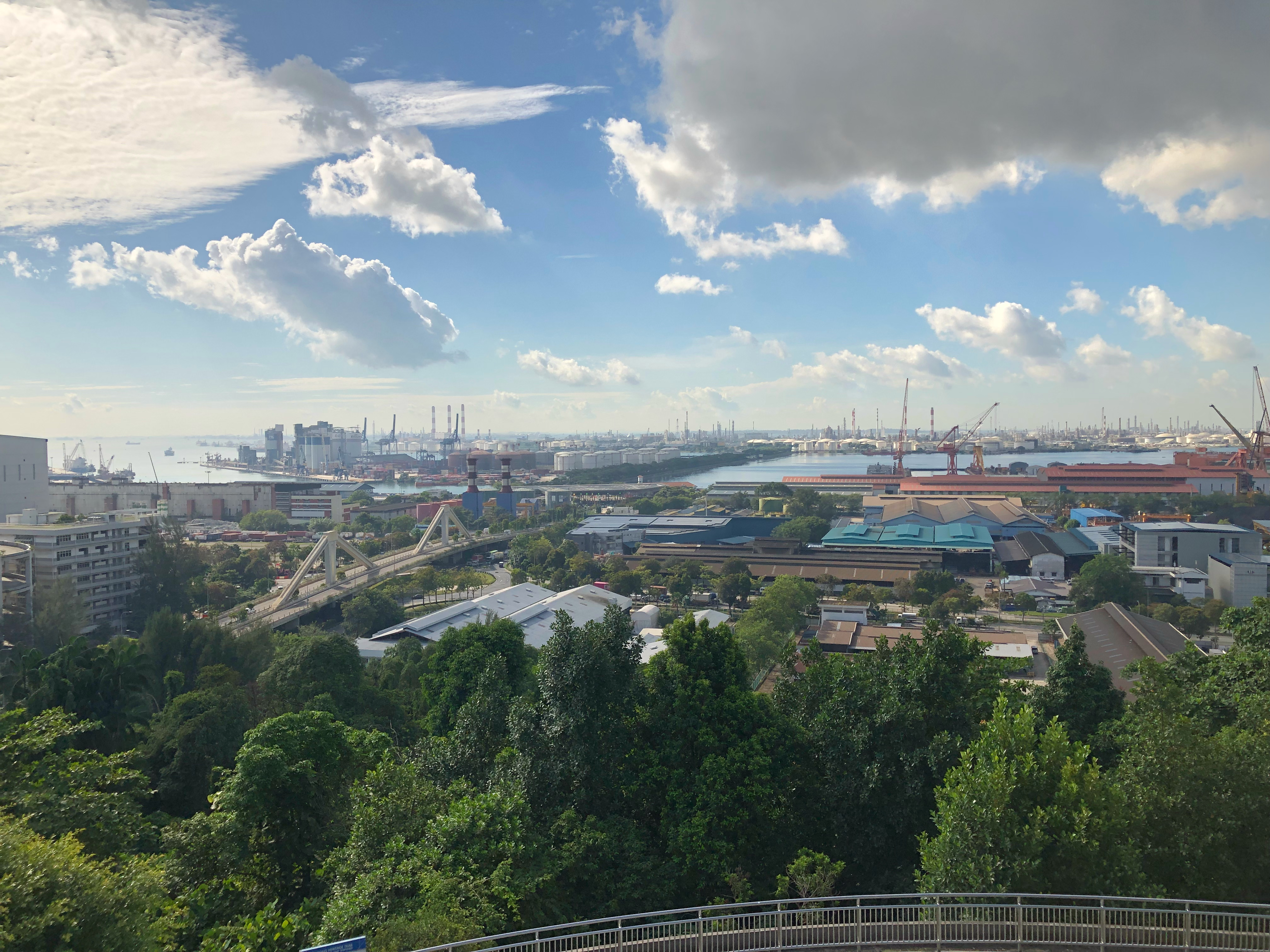
島上的煉油廠

裕廊島（Jurong Island）是位於新加坡的西南部外海的人工島，是新加坡的煉油中心。未來的發展方向是成為擁有尖端技術的化學工業基地。

## 歷史
該處原本由7個細小的島嶼組成，曾是海上貿易路線上的一站；由於各島嶼之間的水域如同迷宮，亦曾經是海盜經常出沒的地方。 19世紀初，從事甘比爾貿易的企業家將這區域改造成大規模定居點。1848年，英國測量師約翰‧特恩布爾‧湯姆森（John Turnbull Thomson）曾提及裕廊島上有許多華人和馬來人村落。
為了拓展當地的石油化工業，填海工程於1995年正式展開。至2009年完成時，7個島嶼連成一體，土地面積由原本的9.91平方（3.83平方英里）大幅增加至30平方（12平方英里）。如今，島上遍布數以百計的巨型储油罐和錯綜複雜的管道，截至2010年總投資已超過310億新幣。

## 交通
- 島上設有完善的公路網，並有兩道公路橋樑連通新加坡本島及達馬勞島。
- 島上設有約20個碼頭分布各處。

## 行政小區
島上分為10個行政小區，分别是：
- 西拉雅 (Seraya)
- 猛里茂 (Merlimau)
- 亞逸茶碗 (Chawan)
- 北塞 (Pesek)
- 登布蘇 (Tembusu)
- 安沙那 (Angsana)
- 巴央 (Banyan)
- 沙克拉 (Sakra)
- 美寶 (Merbau)
- 美蘭地 (meranti)

## 公共設施
- 西拉雅發電廠 (Seraya Power Station)：運作9臺250兆瓦的柴油發電機及兩臺2,290兆瓦的燃汽發電機 ，總發電量佔供應約40%新加坡的電力。
- 艾克森美孚新加坡乙烯廠

## 參见
- 新加坡
- 新加坡離岸島嶼
- 化學工業

## 外部連結
- 新加坡裕廊島連路（简体中文）